# Maidu
Cet article concerne le peuple maidu. Pour la langue maidu, voir Maidu (langue).
Les Maidu est un peuple qui vit dans le nord de l'actuelle Californie, à l'ouest des États-Unis et qui vivait historiquement de la chasse et de la cueillette.

## Population
Selon l'anthropologue Alfred Louis Kroeber, on peut estimer la population des Maidu à 9 000 personnes en 1770. Il n'en décompte plus que 1 100 en 1910. Le recensement de 1930 n'en dénombre que 93. Selon le recensement de 2015, ils seraient 2500.

## Langage
Le langage Maidu ne possède que trois mots pour désigner l'ensemble du spectre des couleurs :
- lak : rouge
- tit : bleu-vert
- tulak : jaune-orange-marron (littéralement : « tu-lak », « urine rouge » ou « rouge urine »)